# Saison 2004-2005 de l'Olympique lyonnais
Maillots
Chronologie
Saison précédente Saison suivante
La saison 2004-2005 de l'Olympique lyonnais est la cinquante-cinquième de l'histoire du club.

## Statistiques

### Classement des buteurs
- Buteurs en championnat :
- 13 buts : Juninho
- 8 buts : Sidney Govou
- 7 buts : Pierre-Alain Frau
- 5 buts : Florent Malouda
- 4 buts : Mickael Essien, Bryan Bergougnoux
- 3 buts : Cris, Sylvain Wiltord
- 2 buts : Mahamadou Diarra, Nilmar
- 1 but : Cláudio Caçapa, Florent Balmont, Giovane Élber, Jérémy Clément
- c.s.c. : Charles Itandje